# Jacob Grundel den äldre

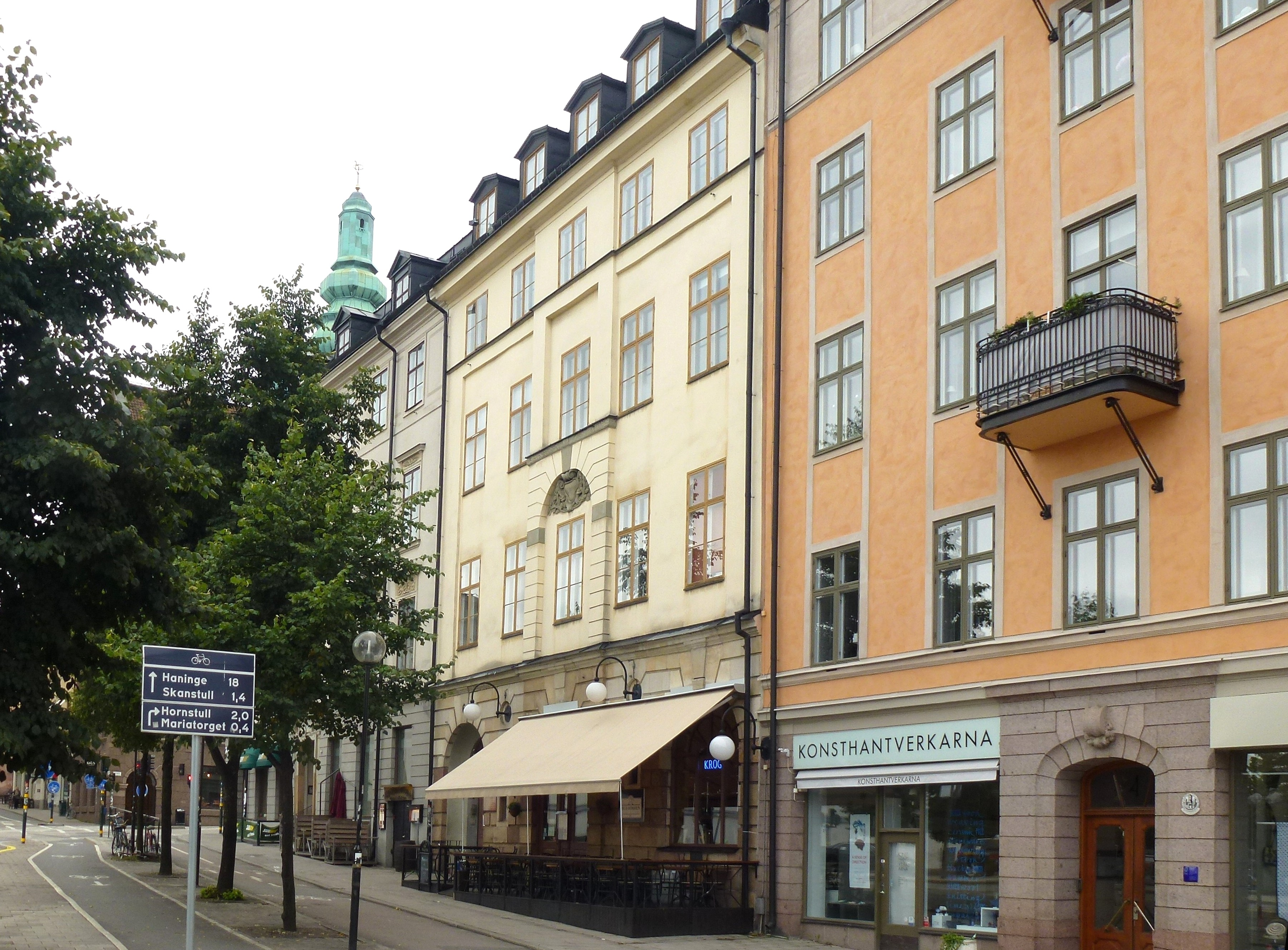
Jacob Grundels hus på Södermalm, i bild till höger ansluter Johan Skyttes hus.

Jacob Grundel född 16 maj 1590 i Stockholm, död 9 juli 1663, var rådman och borgmästare i Stockholm. Adelsätten Grundel härstammade från Böhmen

## Biografi
Jacob Grundel föddes 1590 i Stockholm. Han var son till Peter Grundel och Elsa Dobbert. Grundel arbetade som borgare och handlande i Stockholm. Han blev 12 juni 1622 kämnär och 23 juni 1623 rättafogde. År 1623 blev han rådman i Stockholm och 1629 direktör för Skeppskompaniet. Han var riksdagsman för borgarståndet i Stockholm vid Riksdagen 1635 och Riksdagen 1636. Grundel blev 9 maj 1636 borgmästare i Stockholm och blev samma år den för preses i Byggningkollegium vid kollegiernas inrättande. Han adlades 28 februari 1663 till Grundel och tog 15 maj 166 avsked från tjänsten som borgmästare. Grundel avled 1663 och begravdes 21 september samma år i Storkyrkan, Stockholm. Barnen kom att introducera ätten Grundel i Sveriges Riddarhus 1664 som nummer 716.

### Egendom
Grundel ägde Alby gård i Botkyrka socken.
På 1640-talet lät han uppföra sitt bostadshus vid Södermalmstorg i Stockholm. Byggnaden bär fortfarande hans namn: Jacob Grundels hus.

### Familj
Grundel gifte sig första gången med Elisabet Depken (död 1655), dotter till borgaren Simon Simonsson Depken och Christina Christoffersdotter. De fick tillsammans barnen Elsa Grundel (1615–1693) som var gift med handlanden Cort Johansson Meurman i Stockholm och bryggaren Jakob Feif i Stockholm, Simon Grundel-Helmfelt (1617–1677), Anna Grundel (död 1704) som var gift med biskopen Johann Jacob Pfeiffius i Reval, kaptenen Jakob Grundel (1621–1652) vid livgardet, Catharina Grundel (1628–1690) som var gift med rådmannen Olof Larsson i Stockholm och hovrådet Peter Lideman och Margareta Grundel som var gift med kanslirådet Johan Prytz.
Grundel gifte sig andra gången 1656 med Magdalena Cahtarina Lemnia, dotter till apotekaren Stefan Lemnius och Anna Månsdotter (Oliveblad). De fick tillsammans sonen Jacob Grundel (1657–1737).
I första äktenskapet, med Elisabeth Depken (av samma släkt som Claes Depken (1627-1702)) vars far var borgare i Västerås, fick han flera barn. Deras dotter Elsa gifte sig med rådmannen Cordt Johansson Meurman, dottern Anna blev stammoder till adelsätten Pfeiff, och dottern Margareta blev stammoder till adelsätten Prytz. Sonen Jacob Grundel var kapten och avled barnlös i Alten-Stettin 1652.